# ديرديفيل: يولد من جديد
ديرديفل: يُولد من جديد (بالإنجليزية: Daredevil: Born Again) هو مسلسل تلفزيوني أمريكي من إنتاج داريو سكارديباني، مات كورمان وكريس أورد لصالح منصة ديزني+، مبني على شخصية "ديرديفل" من قصص مارفل المصورة. يُعد هذا المسلسل هو الثالث عشر ضمن قائمة المسلسلات التلفزيونية التي تُنتجها استوديوهات مارفل ضمن عالم مارفل السينمائي (MCU)، وذلك عبر علامة "مارفل تيليفجن"، ويشترك في استمرارية الأحداث مع أفلام وسلاسل تلفزيونية سابقة من نفس العالم. يُمثل المسلسل إحياءً واستمرارًا لمسلسل ديرديفل (2015–2018) الذي أُنتج سابقًا بواسطة شركة مارفل تيليفجن السابقة وعُرض في الأصل على شبكة نتفليكس. يشغل سكارديباني منصب المشرف العام على الإنتاج، فيما يتولى جاستن بينسون وآرون مورهد الإخراج الرئيسي.
يُعيد تشارلي كوكس تجسيد دور مات موردوك / ديرديفل، بعد أن أدّاه سابقًا في مسلسل نتفليكس وفي أعمال استوديوهات مارفل، ويشاركه البطولة كل من فينسنت دونوفريو، مارغريتا ليفيفا، ديبورا آن وول، إلدن هنسون، ويلسون بيثيل، نيكي إم. جيمس، جينيا والـتون، كلارك جونسون، مايكل غاندولفيني، أيليت زورر وجون بيرنثال. كما يضم الموسم الأول كلًا من زابرينا غيفارا، آرتي فروشان، كامار دي لوس رييس، موهان كابور، وتوني دالتون في حين تنضم كريستن ريتر إلى طاقم الموسم الثاني.
عقب إلغاء مسلسل "ديرديفل" في عام 2018، أعاد كل من كوكس ودونوفريو أداء دوريهم في مشاريع استوديوهات مارفل بدءًا من عام 2021. بدأ تطوير مسلسل جديد لديرديفل مطلع عام 2022، حيث عُيّن كورمان وأورد ككاتبيْن رئيسييْن في مايو من العام ذاته، واختارا للمسلسل هيكلًا حلقيًا ونبرة أخف من سلسلة نتفليكس الأصلية. أُعلن رسميًا عن المسلسل في يوليو 2022 تحت عنوان "يُولد من جديد"، مع خطط لطرح موسم أول مكون من 18 حلقة. يشير العنوان إلى سلسلة القصص المصورة "يُولد من جديد" الصادرة عام 1986 من تأليف فرانك ميلر وديفيد مازوتشيلي، إلا أن المسلسل لا يقتبسها مباشرة.
في سبتمبر 2023، قررت استوديوهات مارفل إعادة هيكلة المشروع، وأقالت كورمان وأورد. ثم جرى تعيين سكارديباني، وبينسون، ومورهد في الشهر التالي لإعادة تشكيل المسلسل بحيث يكون أكثر ترابطًا سرديًا ويتصل بشكل أوضح مع سلسلة نتفليكس السابقة. حصل المخرجون الأصليون مايكل كويستا، جيفري ناكمانوف، وديفيد بويد على اعتماد إخراج حلقاتهم، فيما عاد كل من ناكمانوف وبويد لتصوير مشاهد إضافية كما قُسّم الموسم المخطط له إلى موسمين وجرى تصويره في مدينة نيويورك.
عُرض مسلسل "ديرديفل: يُولد من جديد" لأول مرة على منصة ديزني+ في 4 مارس 2025 مع أول حلقتين. يتكون الموسم الأول من تسع حلقات، ويُعد جزءًا من المرحلة الخامسة لعالم مارفل السينمائي، وقد نال مراجعات إيجابية من النقاد. من المقرر عرض الموسم الثاني في مارس 2026، وسيضم ثماني حلقات. كما أُعلن عن عرض خاص غير معنْون لشخصية "المُعاقِب" من بطولة بيرنثال، جرى تطويره خلال تصوير الموسم الأول، ومن المقرر عرضه في عام 2026 ضمن فئة العروض الخاصة لاستوديوهات مارفل، وسيكون جزءًا من المرحلة السادسة من عالم مارفل السينمائي.

## تمهيد
تبدأ أحداث مسلسل ديرديفل: يولد من جديد بعد عدة سنوات من أحداث مسلسل ديرديفل (2015–2018)، وبعد عام من توقف المحامي الكفيف مات موردوك عن نشاطه كحارس مقنع يُعرف باسم "ديرديفل". في الموسم الأول، يواصل موردوك سعيه لتحقيق العدالة من خلال عمله كمحامٍ، بينما يُنتخب زعيم الجريمة السابق ويلسون فيسك عمدةً لمدينة نيويورك، مما يضعهما في مسار تصادمي. بعد أن يُحكم فيسك سيطرته، ويُعلن الأحكام العرفية، ويبدأ في استهداف الحراس المقنّعين، يشهد الموسم الثاني تحالف موردوك مع حلفاء لمقاومة فيسك وفريقه المعروف باسم قوة مكافحة الحراس (AVTF).

## الممثلين والشخصيات
- تشارلي كوكس في دور مات موردوك / ديرديفل: محامٍ كفيف من منطقة هيلز كيتشن في نيويورك، يمتلك حواسًا خارقة ويعيش حياة مزدوجة كبطل مقنع.[6] عبّر كوكس عن امتنانه لاستعادة دوره أولًا في فيلم سبايدر-مان: لا عودة إلى الديار (2021) ومسلسل ديزني+ شي-هالك: محامية في القانون (2022)، حيث تمكّن من تقديم جانب مرح من الشخصية والتفاعل مع شخصيات لم تظهر في سلسلة ديرديفل الأصلية (2015–2018)، وأوضح أنه من خلال مسلسل يُولد من جديد، يمكنه "تحديد نغمة جديدة" وتوسيع جوانب حياة موردوك في نيويورك.[7] بدأ كوكس التدريب على الفنون القتالية المختلطة (MMA) في أكتوبر 2022 لتجسيد موردوك كمقاتل متنوع الأساليب.[8]
- فينسنت دونوفريو في دور ويلسون فيسك / كينغبين: رجل أعمال قوي وزعيم إجرامي،[6] يترشح لمنصب عمدة مدينة نيويورك.[9][10] ذكر دونوفريو أن نغمة شخصيته في مسلسل إيكو (2024) ستستمر في يوُلد من جديد، معتبرًا أن هذا هو أفضل تجسيد للشخصية.[11] بعد أن اكتسب فينسنت دونوفريو حوالي 40 رطلًا (18 كلغ) من الوزن لتجسيد الشخصية في مسلسل ديرديفل الأصلي، قرر ارتداء بدلة سمنة في مسلسل يولد من جديد، كما فعل منذ ظهوره في مسلسل هوك آي (2021) على ديزني+ بدلًا من اكتساب الوزن مجددًا.[12] صرّح دونوفريو أن بدلة السمنة تطوّرت بفضل التكنولوجيا الحديثة لتصبح أخف وزنًا وأكثر واقعية، معربًا عن سعادته لتجنّب زيادة وزنه مرة أخرى. وأضاف أن هناك تقنيات أخرى استُخدمت لـ"إقناع المشاهد بحجم الشخصية"، مشيرًا إلى أن حجم كينغ بين في نهاية الموسم الأول سيكون "أكثر تحديدًا وتفصيلًا" لأسباب تتعلّق بالموسم الثاني.[13]:28
- مارغريتا ليفيفا في دور هيذر غلين: معالجة نفسية وحبيبة موردوك،[14][15]:3 تختلف معه في وجهات النظر حول العدالة الذاتية.[13]:26 وصفت ليفيفا غلين بأنها أول علاقة عاطفية يلتزم بها موردوك حقًا.[15]:5
- دبورا آن وول في دور كارين بيج: صحفية سابقة، وصديقة موردوك وشريكته في مكتب المحاماة "نيلسون، موردوك وبيج".[16] صرّح داريو سكارديباني بأن بيج تُعد "قلب وروح السرد"، وأن تفاعلها مع موردوك يُضفي بُعدًا إنسانيًا عليه.[13]:30
- إلدن هنسون في دور فرانكلين "فوجي" نيلسون: أفضل أصدقاء موردوك وشريكه القانوني.[16] وصف كوكس نيلسون بأنه "نبض قلب" عالم مارفل السينمائي، واعتبر وفاته في الموسم الأول أمرًا مؤلمًا جدًا.[17]
- ويلسون بيثيل في دور بنجامين "ديكس" بوينديكستر / بولزآي: قاتل مختل وعميل سابق في مكتب التحقيقات الفيدرالي، يمتلك قدرة استثنائية على التصويب ويحوّل أي جسم إلى سلاح قاتل. انتحل سابقًا شخصية ديرديفل لصالح فيسك قبل أن يُكسر ظهره، ثم خضع لعملية جراحية.[18][19]
- زابرينا غيوفارا في دور شيلا ريفيرا: مديرة حملة فيسك الانتخابية لمنصب عمدة نيويورك.[20]
- نيكي إم. جيمس في دور كيرستن ماكدفّي: نائبة عامة سابقة وشريكة موردوك الجديدة في مكتب المحاماة "موردوك وماكدفّي".[17][21]
- جينيا والـتون في دور بي بي يوريك: صحفية تعمل في "ذا بي بي ريبورت"، وابنة شقيق الصحفي الراحل بن يوريك الذي قُتل على يد فيسك في مسلسل ديرديفل.[22]
- آرتي فروشان في دور باك كاشمان: الذراع اليمنى لويلسون فيسك.[20]
- كلارك جونسون في دور شيري: ضابط متقاعد من شرطة نيويورك يعمل محققًا في مكتب "موردوك وماكدفّي".[21] استلهم جونسون أداءه من شخصية "كلودي" روسو التي جسدها روي شايدر في فيلم الرابط الفرنسي (1971).[15]:5
- مايكل غاندولفيني في دور دانيال بليك: مُتدرّب لدى فيسك وعضو في حملته الانتخابية.[13]:30[20]
- أيليت زورر في دور فانيسا فيسك: زوجة فيسك، وقد تولّت إدارة إمبراطوريته الإجرامية أثناء غيابه، مما ولّد توترًا بين الزوجين.[23][21] كانت ساندرين هولت قد أُعلن عنها سابقًا لتأدية الدور قبل أن تستبدل بزورر التي أدت الشخصية في سلسلة ديرديفل الأصلية بعد الهيكلة الإبداعية.[24][25]
- كامار دي لوس رييس في دور هيكتور أيالا / النمر الأبيض: بطل خارق يدافع عنه موردوك، يحصل على قواه المُعزّزة من تميمة سحرية.[26][27]
- جون بيرنثال في دور فرانك كاسل / المُعاقب: بطل خارق يعتمد على العنف، يسعى للانتقام بعد مقتل أسرته بوحشية، ويُحارب عالم الجريمة بلا رحمة.[28][29][15]:5
- موهان كابور في دور يوسف خان: موظف باكستاني-أمريكي في بنك نيويورك، ووالد كمالا خان / الآنسة مارفل.[30][31]
- توني دالتون في دور جاك دوكين / السياف: نبيل ثري يستخدم سيفه كحارس.[32][33]

- كريستين ريتر في دور جيسيكا جونز: محققة خاصة وبطلة خارقة سابقة تعاني من اضطراب ما بعد الصدمة، تمتلك قوة خارقة وقدرة محدودة على الطيران، وتنضم إلى موردوك كمُقاومة في نضاله.[34][5]

## الحلقات
| الموسم | الحلقات | الحلقات | الأصلي      | الأصلي        |
| الموسم | الحلقات | الحلقات | الأول       | الأخير        |
| ------ | ------- | ------- | ----------- | ------------- |
| 1      | 9       | 9       | 4 مارس 2025 | 15 أبريل 2025 |
| 2      | 8       | 8       | مارس 2026   | سيُعلن         |

### الموسم الأول (2025)
| ر. الإجمالي | العنوان                    | المخرج                    | الكاتب                       | تاريخ العرض الأصلي |
| --- | -------------------------- | ------------------------- | ---------------------------- | ------------------ |
| 1 | «نصف ساعة من السماء»       | أرون مونهارد/جاستين بنسون | داريو سكاردابان              | 4 مارس 2025        |
| يحتفل مات موردوك وصديقاه وشريكاه القانونيان، فوجي نيلسون وكارين بيج، بتقاعد زميلتهم في شرطة نيويورك، شيري. يتعرضون لهجوم من عدوهم اللدود، بنيامين "ديكس" بويندكستر، الذي يطلق النار على نيلسون ويقتله. يغضب موردوك، مرتديًا زيّ الحارس المقنع، ويلقي ديكس من على سطح منزل؛ فيرى شيري موردوك ويدرك أنه هو ديرديفل. بعد عام، يتقاعد موردوك من دوره كحارس، ويؤسس مكتب محاماة جديد مع المدعية العامة السابقة كيرستن ماكدوفي. تنتقل بيج إلى سان فرانسيسكو، ويُحكم على ديكس بالسجن المؤبد لجرائمه. يُرتب ماكدوفي لقاءً بين موردوك والمعالجة النفسية هيذر جلين، ويبدآن علاقة عاطفية. بعد أن أخذ فترة راحة للتعافي من هجوم أحد الحراس، يُعلن زعيم المافيا السابق ويلسون فيسك ترشحه لمنصب عمدة مدينة نيويورك، متبنيًا أجندة مناهضة للحراس. في اجتماع، وعد موردوك بإيقاف فيسك إذا تجاوز الحدود، بينما صرّح فيسك بأنه ستكون هناك عواقب إذا استأنف موردوك أنشطته في مجال الحراسة. بعد فوزه في الانتخابات، أخبر فيسك زوجته فانيسا أنه يعلم أنها كانت على علاقة غرامية مع رجل يُدعى آدم أثناء غيابه. |                            |                           |                              |                    |
| 2 | «المشاهد التي يراها الناس» | مايكل كويستا              | مات كورمان/كريس اورد         | 4 مارس 2025        |
| يصادف هيكتور أيالا رجلين، باول وكيل شاناهان، يضربان نيكي توريس في محطة مترو. يحاول أيالا فض الشجار لكن توريس يهرب. عندما يتعثر شاناهان ويقتله قطار، يكشف باول أنهما ضابطا شرطة ويعتقل أيالا بتهمة القتل. يعتمد موردوك، بحواسه الخارقة، على قصة أيالا ويقرر تمثيله. يعلم شيري، الذي يعمل الآن محقق لدى موردوك، أن أيالا هو النمر الأبيض الحارس. يقنع موردوك القاضي في قضية أيالا بحجب هذه المعلومات، معتقدًا أنها ستؤثر سلبًا على هيئة المحلفين. لتحسين صورته خلال أيامه الأولى كرئيس بلدية، يلتقي فيسك بالصحفية الشابة بي بي أوريتش التي تكشف أن مفوض شرطة نيويورك الشهير جالو على وشك الاستقالة احتجاجًا على تولي فيسك منصب عمدة المدينة. يهدد فيسك بفضح خيانة جالو لمنعه من الاستقالة. يبدأ فيسك وفانيسا في حضور جلسات علاج الأزواج مع جلين. يتعقب موردوك توريس ويساعده على الهرب من باول وضابط شرطة فاسد آخر. يحمل الضابطان الفاسدان وشم جمجمة، رمزًا للحارس القاتل فرانك كاسل/المعاقب. |                            |                           |                              |                    |
| 3 | «في كفه الرحيم»            | مايكل كويستا              | جيل بلانكنشيب                | 11 مارس 2025       |
| يتجنب فيسك وفانيسا أنشطتهما الإجرامية السابقة أثناء تولي فيسك منصب عمدة المدينة. يبدأ زعيما عصابات مدينة نيويورك، لوكا وفيكتور، في القتال فيما بينهما. يعتقد فيسك أنه يجب عليهما السماح للعصابات بقتل بعضها البعض للمساعدة في بناء سلام دائم، لكن فانيسا تشعر بالإحباط من تراجع عملها. ترسل باك كاشمان، الذراع الأيمن لفيسك، ليأمر لوكا بدفع تعويض قدره 1.8 مليون دولار إلى فيكتور. يستدعي شيري توريس للإدلاء بشهادته في محاكمة أيالا، لكن توريس يتعرض للترهيب من قبل الشرطة ويقول إنه لم يتعرض للاعتداء أبدًا. مع عدم وجود خيارات أخرى، يكشف مردوك عن هوية أيالا باعتباره النمر الأبيض في المحكمة. ينتقده القاضي والمدعي العام بنيامين هوشبيرج بسبب نفاقه. مع روايات الشهود الجديدة وسجلات الشرطة التي تفصل أعمال أيالا البطولية باعتباره النمر الأبيض، ينجح مردوك وماكدوفي في إقناع هيئة المحلفين ببراءة أيالا. في مقابلة مع "بيبي"، استنكر فيسك نتائج المحاكمة وتعهد بالتمسك بموقفه المناهض للحراسة الذاتية. ورغم تحذير مردوك لأيالا بالتوقف عن كونه النمر الأبيض، خرج أيالا في دورية وقتله رجل يرتدي رمز المعاقب. |                            |                           |                              |                    |
| 4 | «فليسقط النظام»            | جيفري ناشمانوف            | دافيد فيج/جيس ويجوتو         | 18 مارس 2025       |
| يواجه مردوك ابنة أخت أيالا، أنجيلا ديل تورو، التي تعتقد أن الشرطة مسؤولة عن وفاة أيالا. يواسيها مردوك بأمل أن يُقدم القاتل للعدالة. في جلسة استشارات زوجية، يناقش فيسك وفانيسا علاقتها مع آدم، وتسأل جلين فانيسا سرًا إن كانت تشعر بالأمان مع فيسك. تواجه خطة فيسك لإعادة بناء موانئ المدينة عدة عقبات، بما في ذلك الإجراءات البيروقراطية، والصراعات بين العصابات، وتسريب تلميذه دانيال بليك وهو ثمل تفاصيل إلى بي بي التي أفادت بأن فيسك مُفسد للنقابات. على الرغم من غضبه، يقرر فيسك عدم طرد بليك عندما يُعرب الأخير عن ولائه العميق. يحقق مردوك في موقع مقتل أيالا ويجد غلاف رصاصة عليه رمز المُعاقب. يتعقب كاسل ويقترح عليه أن يتحمل مسؤولية أولئك الذين يُسيئون استخدام رمز المُعاقب. كاسل ينتقد موردوك لعدم قتله ديكس انتقامًا لموت نيلسون. في وقت لاحق من تلك الليلة، يتدرب موردوك ، ويتناول فيسك العشاء بجانب آدم المسجون، ويسحب القاتل المتسلسل المقنع ذا ميوز دم أحد الضحايا. |                            |                           |                              |                    |
| 5 | «مع الفوائد»               | جيفري ناشمانوف            | جرين جودفري                  | 25 مارس 2025       |
| في يوم القديس باتريك، ذهب مردوك إلى بنك نيويورك ميوتشوال لمناقشة قرض لشركته القانونية. رفض مساعد مدير البنك يوسف خان طلبه بسبب ميل الشركة إلى قبول العملاء غير القادرين على الدفع. بعد مغادرة مردوك، دخلت مجموعة من المجرمين بقيادة ديفلين البنك واحتجزت الجميع رهائن. إنهم يعملون لدى لوكا ويحاولون سرقة 1.8 مليون دولار يحتاج إلى دفعها إلى فيكتور. سمعهم مردوك وعاد إلى البنك. عندما وصلت الشرطة، تحدث ديفلين مع مفاوضة الرهائن المحققة أنجي كيم. تخلص مردوك من اثنين من اللصوص بينما يماطل خان في خزنة البنك لكسب الوقت. فتح مردوك الخزنة ووجدوا ماسة نادرة يستهدفها اللصوص. تظاهر مردوك بإعطاء الماسة إلى ديفلين بينما دخلت الشرطة البنك. أعطى ديفلين الطرد لشريكة من بين الرهائن، التي أدركت لاحقًا أنها لا تملك الماسة. تنكر ديفلين بزي ضابط شرطة وغادر، لكن مردوك أمسك به وأصابه. لاحقًا، أعاد مردوك الماسة سرًا وقبل عرضًا لتناول العشاء مع عائلة خان. |                            |                           |                              |                    |
| 6 | «عنف غير مبرر»             | دايفيد بويد               | توماس وونغ                   | 25 مارس 2025       |
| بعد فشل عملية السرقة، زار لوكا فيسك ورفض دفع مبلغ 1.8 مليون دولار لفيكتور. رفع فيسك المبلغ إلى 2.8 مليون دولار ومنح لوكا أسبوعًا للدفع. ثم علم من إدارة الصرف الصحي بالمدينة أن ذا ميوز يستخدم دماء بشرية في فن الشارع الخاص به. ترك ذا ميوز لاحقًا جثتي ضحيتين بجوار جدارية جديدة كتأكيد علني على أفعاله. علم فيسك بهذا خلال حملة لجمع التبرعات مع نخب المدينة، بمن فيهم رجل المجتمع جاك دوكين، الذين يعارضون خططه لإعادة بناء الميناء. للتعامل مع ذا ميوز، أنشأ فيسك فرقة عمل لمكافحة الحراس (AVTF) بصلاحيات إضافية وجند ضباط شرطة سيئي السمعة مثل باول والمحقق السابق كول نورث. تعتقد أنجيلا أن أيالا كان يحقق مع ذا ميوز قبل وفاته وتطلب من مردوك مواصلة عمله. عندما رفض مردوك، ذهبت بنفسها واختطفها ذا ميوز. عندما نبهت مردوك إلى اختفائها، قرر أخيرًا ارتداء زي ديرديفيل. يجد وكر ميوز وينقذ أنجيلا، لكن ميوز يهرب. في هذه الأثناء، يُعطي فيسك آدم فأسًا ويتحداه في قتال، يهزمه فيه ويجره إلى زنزانته. |                            |                           |                              |                    |
| 7 | «الفن للفن»                | دايفيد بويد               | جيل بلانكنشيب                | 1 أبريل 2025       |
| أنجيلا التي تتعافى تخبر الشرطة أن ديرديفيل أنقذها وترشدهم إلى وكر ميوز. كيم تبلغ فيسك، الذي يغضب من عودة ديرديفيل، أن المشتبه به الرئيسي لميوز هو شاب مضطرب نفسيا يُدعى باستيان كوبر. يطلب لوكا من فانيسا العودة إلى أنشطتها الإجرامية خلف ظهر فيسك. في جلسة مع جلين، يشكرها باستيان لمساعدته على قبول هويته الحقيقية. تدرك أنه ميوز ويفقدها باستيان وعيها. يجد مردوك وفرقة فيسك بشكل منفصل لوحات جلين في وكر ميوز ويذهبان لإنقاذها. بصفته ديرديفيل، يصل مردوك إلى مكتب جلين أولاً وينقذها. بينما تستعد الفرقة للدخول، تطلق جلين النار على ميوز وتقتله قبل أن يغمى عليها. يثبتها مردوك قبل وصول الفرصة. ينسب فيسك الفضل في إيقاف ميوز إلى فرقته ويعلن علنًا أنهم أبطال ثم يهدد بليك بيبي بحذف أي ذكر لشهود عيان رؤوا تورط ديرديفيل في الحادثة من مدونتها. غلين، التي تعافت، تخبر موردوك أنها سمعت ديرديفيل ينادي اسمها. بعدها فانيسا ترسل لوكا لقتل فيسك، لكن هذا فخ، ويقوم كاشمان بدل ذلك بقتله. |                            |                           |                              |                    |
| 8 | «جزيرة الفرح»              | جاستن بنسون/آرون مورهد    | جيسي ويغوتو/داريو سكاردابان  | 8 أبريل 2025       |
| نُقل ديكس من الحبس الانفرادي إلى السجن العمومي بأوامر من فيسك. يكشف فيسك أيضًا لفانيسا عن حبسه لآدم ويشاهدها وهي تقتله؛ ويرقي بليك إلى منصب نائب عمدة الوسائل الإعلامية ؛ ويدعو غلين إلى حفل جمع التبرعات "الأبيض والأسود" الخاص به. يدرك مردوك أن فيسك مريض غلين، مما يزيد من توتر علاقتهما لأنه يعارض آراءها المناهضة للحراس (الحماة مثل درديفيل). في حانة جوزي، يعلم مردوك أن نيلسون كان يحتفل بفوز قضائي وشيك ليلة وفاته. معتقدًا أن فيسك استأجر ديكس لإسكات نيلسون، يستجوب مردوك ديكس ويضرب رأسه على الطاولة. يقتل ديكس لاحقًا طبيبه وحارسًا قبل أن يهرب من السجن. في الحفل، يبتز فيسك دوكين - وهو السياف المحارب الماهر - وشخصيات اجتماعية أخرى لدعم مشروعه في الميناء. بي بي، التي تعلم بتورط فيسك في مقتل عمها بن يوريتش، تطلب من غالو المساعدة في القبض على فيسك وفرقته الخاصة. يستنتج مردوك أن فانيسا استأجرت ديكس لقتل نيلسون ويواجهها. وبينما يبدأ فيسك بإخبار غلين أن مردوك هو ديرديفيل، يصل ديكس ويطلق النار على فيسك. يقفز مردوك أمام الرصاصة ويُصاب بجروح بالغة. |                            |                           |                              |                    |
| 9 | «إلى الجحيم مباشرة»        | جاستن بنسون/آرون مورهد    | هيذر بيلسون/داريو سكارداباني | 15 أبريل 2025      |
| قبل عام، زارت فانيسا ديكس في مستشفى للأمراض العقلية وطلبت منه قتل نيلسون - الذي يعمل على قضية يمكن أن تكشف عن أنشطتها في ريد هوك - مقابل حريته. في الوقت الحاضر، هرب ديكس من الحفلة ودخل مردوك المستشفى. كشف فيسك لفانيسا أنه يعرف أنها دبرت وفاة نيلسون. قطع فيسك الكهرباء عن مدينة نيويورك وأمر كاشمان بقتل مردوك في المستشفى، لكن مردوك هرب إلى شقته، حيث وجد كاسل، الذي طلبت منه بيج حماية مردوك بعد علمها بهروب ديكس. قام مردوك وكاسل على التوالي بمواجهة وقتل جميع ضباط الفرقة الخاصة باستثناء نورث، الذي تم الكشف عنه على أنه قاتل أيالا. ثم اجتمع الثنائي مع بيج. أحدثت الفرقة الخاصة حالة من الفوضى في المدينة. أعاد مردوك وبيج الاتصال بينهما أثناء تعقبهما لقضية نيلسون، واكتشفا أن عائلة فيسك تحاول إنشاء مدينة اجرامية في ريد هوك. يقاتل كاسل الفرقة الخاصة في ريد هوك لكنه يُهزم؛ يحاول باول إقناعه بالانضمام إليهم، لكن كاسل يرفضه. تكشف مديرة حملة فيسك شيلا ريفيرا عن محاولة جالو لفضح اعمال فيسك، مما دفعه إلى قتل جالو بوحشية. يعرض فيسك على جلين منصب مفوضة الصحة النفسية، والذي تقبله. في خطاب، يعلن فيسك الأحكام العرفية ويحظر أعمال الحراس. يجمع مردوك شيري وكيم وضباط شرطة آخرين لإنقاذ المدينة. يسجن فيسك الحراس في ريد هوك، بمن فيهم دوكين وكاسل. في مشهد منتصف الاعتمادات، يخدع كاسل حارس السجن ويبدأ في التحرر. |                            |                           |                              |                    |

## الإنتاج

### الخلفية
عُرض المسلسل التلفزيوني ديرديفل، المستند إلى شخصية ديرديفل من قصص مارفل المصورة، من إنتاج مارفل تيليفجن وأستوديوهات أي بي سي، على منصة نتفليكس في أبريل 2015، واستمر لثلاثة مواسم حتى أُعلن عن إلغائه في نوفمبر 2018. وأوضحت نتفليكس آنذاك أن المواسم الثلاثة ستظل متاحة على منصتها، مشيرة إلى أن الشخصية الرئيسية "ستواصل الظهور في مشاريع مستقبلية من مارفل". أشار موقع ديدلاين هوليوود إلى أن إمكانية استمرار المسلسل في مكان آخر كانت مفتوحة، على عكس بعض المسلسلات الأخرى من مارفل التي أُلغيت أيضًا، مرجّحًا أن تكون ديزني+ هي المنصة المحتملة. ومع ذلك، ذكرت مجلة هوليوود ريبورتر أن هذا السيناريو غير مرجّح، خاصةً أن اتفاقية مارفل الأصلية مع نتفليكس، وفقًا لتقرير فارايتي، تضمنت بندًا يمنع ظهور الشخصيات في أي مسلسل أو فيلم غير تابع لنتفليكس لمدة عامين على الأقل بعد الإلغاء. صرّح كيفن أ. ماير، رئيس قسم الخدمات الرقمية الدولية في ديزني، أن هناك احتمالًا لإحياء المسلسل على ديزني+، رغم أن ذلك لم يكن مطروحًا رسميًا في النقاش آنذاك. كما أبدى كريغ إرويتش، نائب رئيس المحتوى الأصلي في هولو، استعداد منصته أيضًا لإحياء المسلسل.
عبّر تشارلي كوكس، بطل المسلسل، عن حزنه لإلغاء العمل، موضحًا أنه كان متحمسًا للخطط الخاصة بالموسم الرابع، والتي كان فريق العمل يتوقع تنفيذها. وأعرب عن أمله في تجسيد شخصية مات موردوك / ديرديفل مرة أخرى في المستقبل. من جهتها، أوضحت إيمي روتبرغ (مؤدية دور مارسي ستال) أن الطاقم كان يتوقع أن يستمر المسلسل لخمسة مواسم، بحيث يُقدّم شرير جديد في الموسم الرابع، قبل مواجهة نهائية بين ديرديفل وويلسون فيسك / كينغبين (الذي أدّاه فينسنت دونوفريو) في الموسم الخامس. عندما بدأت استوديوهات مارفل التخطيط لإعادة دمج ديرديفل في عالمها السينمائي (MCU)، أصر رئيس الاستوديو كيفن فيج على إعادة كوكس ودونوفريو، مؤكدًا أن علاقتهما بالشخصيتين لا تنفصل، تمامًا كما ارتبط روبرت داوني جونيور بشخصية توني ستارك / آيرون مان، وكريس إيفانز بشخصية ستيف روجرز / كابتن أمريكا. تواصل فيج مع كوكس في يونيو 2020 ليعرض عليه العودة لتجسيد الشخصية ضمن مشاريع مارفل القادمة. وفي ديسمبر 2021، أُعلن رسميًا عن عودة كوكس. وكان أول ظهور له في عالم مارفل السينمائي من خلال فيلم سبايدر-مان: لا عودة إلى الديار (2021)، في حين عاد دونوفريو لتجسيد شخصية فيسك في مسلسل هوك آي (2021) على ديزني+. وفي مارس 2022، نُقل مسلسل ديرديفل من نتفليكس إلى ديزني+ بعد انتهاء ترخيص نتفليكس واستعادة ديزني حقوق البث.

### التطوير

#### العمل الأولي
قررت استوديوهات مارفل إنتاج مسلسل جديد من بطولة ديرديفل في يناير 2022،:24 وذلك بعد ظهور تشارلي كوكس في فيلم سباير-مان: لا عودة إلى الديار وظهور فينسنت دونوفريو في مسلسل هوك آي. تحدث كوكس في مارس من ذلك العام عن إمكانية تنفيذ هذا المشروع، معبرًا عن اعتقاده بأنه ينبغي أن يبدأ بعد بضع سنوات من نهاية السلسلة الأصلية، وأن يُعاد تخيُّله. وبخصوص التصنيف العمري للمسلسل، الذي كان مصنفًا ضمن فئة +TV-MA (للبالغين فقط) في نسخته على نتفليكس، رأى كوكس أن استوديوهات مارفل قادرة على تقديم نسخة وفية للشخصية من دون الحاجة لذلك التصنيف، رغم أنه وجد القصص المصورة أكثر تشويقًا وواقعية وقابلية للارتباط عندما تدور في أجواء مظلمة، مثل سلسلة القصص التي كتبها براين مايكل بنديس وأليكس مالييف. كما اعتبر أن بعض الجوانب المحورية في شخصية ديرديفل — مثل عمره، وذنبه الديني، وتاريخه مع النساء — تُعد مواضيع أكثر نضجًا. كان كوكس يأمل أن يقدم المسلسل الجديد اقتباسًا أكثر وفاءً لخط قصة القصص المصورة الشهير "Born Again" (يولد من جديد) الذي كتبه فرانك ميلر وديفيد مازوتشيلي في عام 1986، والذي استلهمت منه السلسلة الأصلية موسمها الثالث. وصف كوكس هذه القصة بأنها "أقرب إلى قصص مصورة من فئة الإرشاد الأبوي (PG)"، ويمكن أن تكون دليلًا حول كيفية تنفيذ المسلسل ضمن تصنيف أقل حدة.
في وقت لاحق من مارس، أُفيد أن مسلسل ديرديفل المُعاد تصوره كان قيد التطوير مع كيفن فيج وكريس غاري كمنتجين. وفي أواخر مايو 2022، أُكّد رسميًا أن المسلسل قيد التطوير لمنصة ديزني+، مع تعيين مات كورمان وكريس أورد ككاتبين رئيسيين ومنتجين تنفيذيين. وصفت كل من هوليوود ريبورتر وديدلاين هوليوود المشروع بأنه أقرب إلى "الموسم الرابع" من المسلسل الأصلي. وخلال مؤتمر سان دييغو كوميك-كون في يوليو 2022، أُعلن رسميًا عن المسلسل بعنوان ديرديفيل: يولد من جديد، وتقرر أن يتكون موسمه الأول من 18 حلقة، وهو عدد غير معتاد لمسلسلات مارفل. أشار كوكس إلى أن تنفيذ مسلسل من 18 حلقة هو "مهمة ضخمة"، وجزء من السبب وراء هذا العدد هو تعدد القصص الممكن استكشافها نظرًا لكون موردوك محاميًا. رأى كريستيان هولوب من مجلة إنترتينمنت ويكلي أن عنوان يولد من جديد يُشير إلى "ولادة ديرديفل من جديد داخل عالم مارفل السينمائي الرسمي"، بدلًا من أن يكون اقتباسًا مباشرًا من قصة القصص المصورة الشهيرة. من جانبه، وصف كوكس المسلسل بأنه "شيء جديد تمامًا" وليس موسمًا رابعًا من مسلسل نتفليكس، مضيفًا: "إذا كنت ستقوم به مجددًا، فافعل ذلك بشكل مختلف". كما أكّد دونوفريو على هذا التصور، قائلًا إن الربط بالسلسلة الأصلية كان محدودًا جدًا، وكشف أنهم يعملون على موسمين، مع "نقاط تحوّل ضخمة" ستُعرض في الموسم الثاني.
أما على مستوى الإخراج، فقد أُسندت مهمة الإخراج إلى عدد من المخرجين وفق نظام الكتل (كل منهم يُخرج عددًا متتالياً من الحلقات). انضم مايكل كويستا في مارس 2023 لإخراج الحلقتين الأولى والثانية، وتلاه جيفري ناكمانوف في مايو لإخراج الحلقتين الثالثة والرابعة. ثم أخرج ديفيد بويد الحلقتين الخامسة والسادسة، وانضم كلارك جونسون — الذي عمل سابقًا مخرجًا في مسلسل لوك كيج من نتفليكس — لإخراج حلقتين إضافيتين.

#### إعادة الهيكلة الإبداعية
في أواخر سبتمبر 2023، وأثناء توقف الإنتاج بسبب إضرابات العمل في هوليوود، قررت استوديوهات مارفل إعادة هيكلة مسلسل ديرديفل: يولد من جديد بمنهج إبداعي جديد. بحلول ذلك الوقت، كان قد تم الانتهاء من تصوير ست حلقات تقريبًا، لكن بعد مراجعتها، رأت مارفل أن المسلسل "لا يعمل"، مما دفعها إلى الاستغناء عن الكاتبين الرئيسيين مات كورمان وكريس أورد، وكذلك المخرجين الباقين، وبدأت بالبحث عن فريق إبداعي جديد. أشارت التقارير إلى أن المعالجة الأولى من كورمان وأورد كانت مختلفة تمامًا عن أسلوب مسلسل نتفليكس، لدرجة أن "ديرديفل" لم يظهر بالزيّ الشهير حتى الحلقة الرابعة. أرادت مارفل الاحتفاظ ببعض المشاهد المصورة، وإضافة عناصر سردية متسلسلة، والاقتراب أكثر من نغمة المسلسل الأصلي. رغم الاستغناء عنهم، بقي كورمان وأورد ضمن المنتجين التنفيذيين. لم يكن كل من تشارلي كوكس وفينسنت دونوفريو مقتنعين بالنهج الأولي؛ فقد أشار كوكس إلى أن المقاربة كانت مربكة، كونها لا تُعد استكمالًا مباشرًا لمسلسل نتفليكس ولا إعادة إطلاق كاملة. وكان الهدف هو الحفاظ على كوكس ودونوفريو في أدوارهم، وإعادة توزيع بقية الشخصيات بهدف "إعادة ضبط" السلسلة دون تنفير الجمهور الجديد، وهو ما شبهه كوكس بمفهوم "المتغيرات" الذي طُرح في مسلسل لوكي. ورغم أنه اعتبر ذلك خيارًا مشروعًا، إلا أنه رآه "غير صادق" عندما كانت شخصية ديرديفل تتناقض مع ما قُدّم في السلسلة الأصلية. قال براد ويندرباوم، رئيس قسم البث والتلفزيون والرسوم المتحركة في استوديوهات مارفل، أن الاستوديو اعتقد أنه يمكنه التعامل بمرونة مع تاريخ الشخصية، لكنه بعد مراجعة اللقطات أدرك أنه عليه إما تبني استمرارية نتفليكس بالكامل أو البدء من الصفر. قال دونوفريو إن كيفن فيج هو من استمع له ولكوكس عندما عبّرا عن قلقهما.
في أكتوبر 2023، عُيّن داريو سكارديبان، كاتب مسلسل المعاقب (2017–2019) من نتفليكس، كعارض للمسلسل، وذلك ضمن تغيير استوديوهات مارفل في أسلوب إنتاج المسلسلات، عبر استبدال منصب "الكاتب الرئيسي" بأسلوب عرض تقليدي بقيادة مخرج وكاتب تنفيذي واحد. كما انضم الثنائي الإخراجي جاستن بنسون وآرون مورهد، واللذان عملا سابقًا على فارس القمر ولوكي، لإخراج الحلقات المتبقية من الموسم الأول. بعد انضمام الفريق الجديد، تقرر أن يعود يولد من جديد إلى نغمة مسلسل نتفليكس، ويكمل قصصه بدلًا من أن يكون إعادة إطلاق. وصف كوكس هذا النهج الجديد بأنه "توازن دقيق"، لكنه رأى أنه ضروري ويمنح "إحساسًا مألوفًا". في نوفمبر 2023، أوضح بنسون ومورهد أنهما يراجعان اللقطات المصورة سابقًا ويستعينان بمحتوى ديرديفل السابق، بما في ذلك مسلسل نتفليكس، لتكوين أساس توجههم الإبداعي. عبّر بنسون ومورهيد عن إعجابهما بسلسلة "Born Again" (يولد من جديد) في القصص المصورة، وقال بنسون أنه كان معجبًا بديرديفل منذ طفولته. كما قالا إن هذا المشروع هو أول أعمالهما في عالم مارفل يشعران فيه بالارتياح منذ البداية، على عكس تجاربهما الأولى. واعتبرا أن طابع المسلسل الأكثر واقعية يناسب أسلوب أفلامهما المستقلة، على عكس الطابع الخيالي المعقد في أعمال مارفل السابقة. وصف مورهد رهانات المسلسل بأنها "بدائية ويسهل استيعابها" أما دونوفريو، فقد صرّح بأن المخرجين يُعدّان من "أبرز المواهب في مارفل" وأعرب عن ثقته في نجاح المسلسل بعد انضمامهما إلى المشروع. كما أخبره صديقه والممثل المشارك له في مسلسل فارس القمر إيثان هوك، عن تجربته الإيجابية في العمل معهما، وكان دونوفريو معجبًا أيضًا بعملهما في مسلسل لوكي، لا سيما في كيفية تعاملهما مع مشاهد العنف.
كُتبت ثلاث حلقات جديدة من المسلسل، من بينها حلقة تجريبية جديدة، إضافة إلى مشاهد إضافية أُدرجت في الحلقات التي صُوّرت سابقًا، وأكّد تشارلي كوكس في مايو 2024 أنه صُوّرت تسع حلقات، وهو ما وصفه كيفن فيج بأنه يُمثّل الموسم الأول من المسلسل. في أغسطس 2024، أُعيد التأكيد على إدراج أسماء فيليب كوستا، جيفري ناكمانوف، وبويد كمخرجين معتمدين في تترات المسلسل. شهدت بعض حلقاتهم تعديلات في البناء والإخراج، شملت "إعادة تركيب لبعض المشاهد، وإطارات سردية جديدة، ومشاهد افتتاحية وختامية"، في حين تُركت حلقات أخرى "كما هي بنسبة 100٪". عاد كل من ناكمانوف وبويد لتصوير لقطات جديدة للحلقات الأصلية، وساهما في دمج أسلوبها الإخراجي مع المواد الجديدة التي قدّمها بنسون ومورهد. :4:44–4:54, 14:50–15:03 أوضح كوكس أن النسخة الجديدة من المسلسل أصبحت أقرب في الأسلوب إلى مسلسل ديرديفل الذي عُرض سابقًا على منصة نتفليكس، بينما صرّح فينسنت دونوفريو بأنّه وفريق العمل السابق كانوا راضين عن النسخة الجديدة من المسلسل. يشمل المنتجون التنفيذيون للمسلسل كلًا من كيفن فيج، لويس دي إسبوزيتو، جيفري ويندرباوم، وسناء أمانات من استوديوهات مارفل، بالإضافة إلى سكارداباني، بنسون، ومورهد، ويُضاف إلى قائمة المنتجين التنفيذيين للموسم الأول كلٌّ من "غاري" من استوديوهات مارفل، إلى جانب كريس كورمان، ميتش كورمان وأورد، ويُنسب إلى سكارداباني وكورمان وأورد صفة "مُبدعي المسلسل". يُعرض المسلسل تحت علامة مارفل تيليفيجن التابعة لاستوديوهات مارفل.
في أغسطس 2024 أيضًا، أعلن كيفن فيج عن وجود خطط لإنتاج موسم ثانٍ من المسلسل؛ ونتيجة لإعادة هيكلة المشروع إبداعيًا، تقرّر تقسيم الموسم المخطط له سابقًا، والمكوَّن من 18 حلقة، إلى موسمين منفصلين، يحتوي كل منهما على تسع حلقات. في فبراير 2025، أُكّد عودة كل من داريُو سكارداباني، وجوستين بنسون، وآرون مورهد للعمل على الموسم الثاني، وقد وصف سكارداباني عملية الإنتاج هذه المرة بأنها "أكثر سلاسة وتنظيمًا" وأشار إلى أن الموسم الثاني سيتكوَّن من ثماني حلقات فقط.
صرّح ويندرباوم أن المسلسل قد يستمر إلى ما بعد الموسم الثاني، وأن استوديوهات مارفل منفتحة على إعادة تقديم شخصيات وعناصر أخرى من مسلسل ديرديفل والمسلسلات الأخرى التي أنتجتها نتفليكس لصالح مارفل، مثل "إلكترا ناتشيوس"، و"ذا هاند"، وبقية أعضاء فريق المدافعون الذي كان مات موردوك جزءًا منه؛ كما تأكّد في مايو 2025 ظهور شخصية "جيسيكا جونز"، وهي إحدى أعضاء الفريق، ضمن أحداث الموسم الثاني. وفي الشهر ذاته، صرّح ويندرباوم أن التفاعل الإيجابي القوي من الجمهور منح استوديوهات مارفل الثقة للاستمرار في إنتاج المسلسل بشكل سنوي "على المدى الطويل". في أوائل يوليو، ذكر دونوفريو أن الاستوديو وضع بالفعل خططًا لموسم ثالث، وأن تجديده رسميًا سيعتمد على استجابة الجمهور للموسم الثاني.

### الكتابة
وُصفت النسخة الأولية من المسلسل بأنها كانت تأخذ طابعًا شبيهًا بدراما قانونية إجرائية. أوضح تشارلي كوكس أن المسلسل كان يحمل طابعًا مظلمًا، لكنه لم يكن دموياً أو عنيفًا بنفس القدر الذي عُرفت به سلسلة نتفليكس الأصلية. عبّر كوكس عن رغبته في الحفاظ على العناصر التي نجحت في مسلسل ديرديفل الأصلي، مع توسيع نطاقها في يولد من جديد لجذب جمهور أصغر سنًا. من جانبه، ذكر كيفن فيج أن الاستوديو كان يسعى إلى اختبار أسلوب الحلقات المستقلة ذات الطابع القصصي المنفصل، على عكس بعض مسلسلات المرحلة الرابعة من عالم مارفل السينمائي التي اعتمدت على سرد قصة واحدة عبر عدة حلقات مترابطة. بحسب كوكس، فقد تمحورت النقاشات الأولى حول المسلسل حول "إعادة ابتكار المشروع بالكامل"، مع تقديم نسخة مختلفة من شخصية مات موردوك عمّا كانت عليه في نسخة نتفليكس. لم يُعطِ هذا الإصدار اهتمامًا يُذكر لصديقي موردوك المقربين، فرانكلين "فوغي" نيلسون وكارين بيج. ذكرت سناء أمانات أن الفريق الإبداعي واجه صعوبة في دمجهما ضمن الحبكة الجديدة، بينما أكد كوكس وجود مناقشات مستقبلية حول إمكانية تقديم "أفكار رائعة" تتعلق بهما.
بعد عملية إعادة الهيكلة الإبداعية، تقرر إدخال عناصر سردية مترابطة إلى المسلسل. أشار داريو سكارداباني إلى أن بعض عناصر النسخة الأصلية كانت ناجحة، لكنه شعر بوجود حبكات إضافية ينبغي إدراجها، إلى جانب توفير سياق مستوحى من مسلسل نتفليكس. وقد جاءت الحلقة التجريبية التي كتبها سكارداباني بمثابة جسر يربط بين أحداث سلسلة ديرديفل القديمة ومسلسل يولد من جديد، حيث تبدأ أحداثه بعد عدة سنوات من نهاية المسلسل الأصلي، وتُظهر موردوك ونيلسون وبيج وهم يديرون مكتبهم القانوني "نيلسون، موردوك وبيج"، في وقت يتمتع فيه الثلاثة بنوع من الانسجام في عملهم. وأشار جيفري ويندرباوم إلى أن مقاربة استوديوهات مارفل لربط يولد من جديد بمسلسل نتفليكس بعد التعديلات الإبداعية استلهمت من طريقة تعامل مسلسلي لوكي وإكس-مان 97 (2024–الحالي) مع نسخهم السابقة، حيث كُرّمت تلك النسخ لتمهيد الطريق لقصص جديدة. وذكر طاقم العمل أن أحداث مسلسل نتفليكس تُعدّ جزءًا من الخلفية الدرامية لشخصياتهم، رغم أن المسلسل الجديد لا يُركّز كثيرًا على تلك الأحداث بهدف عدم تنفير الجمهور الجديد الذي لم يشاهد النسخة السابقة. وقد أثنى كوكس على التوازن الذي أوجده سكارداباني بين احترام المسلسل الأصلي وتجنّب الاعتماد المفرط عليه. صرّح الممثل جون بيرنثال، المشارك في العمل، أن أي تغييرات كبيرة في شخصيات المسلسل لم تُنفّذ لمجرد التغيير، بل كانت لأسباب درامية مبررة. ويُذكر أن بعض أفكار سكارداباني المبكرة رُفضت بسبب خطط مارفل الأوسع ضمن عالمها السينمائي، إلا أنه حصل في المقابل على مساحة إبداعية كافية لسرد قصة محددة حول شخصية "دارديفل". تُعدّ مشاركات الشخصية السابقة في ديرديفيل وسبايدرمان: لا عودة إلى الديار، وكذلك مسلسل ديزني+ المحامية شي هالك (2022)، جزءًا من تاريخ الشخصية، لكن مسلسل يولد من جديد لا يُركّز كثيرًا على هذه الأحداث. وصرّح سكارداباني أن مارفل كانت قد "نقلت مات موردوك إلى زوايا مختلفة من عالمها السينمائي، والآن حان وقت عودته إلى قصته الخاصة"، والتي تتسم بطابع أكثر جدية.
وبالحديث عن الاختلافات بين يولد من جديد وسلسلة ديرديفل الأصلية، أوضح سكارداباني أن النسخة الجديدة تتضمن لحظات أكثر حيوية للشخصيات، مع تقليل كبير في "الاستبطان الفلسفي المفرط"، موضحًا أن المسلسل الأصلي كان في أسوأ حالاته حين يضع شخصيتين في غرفة واحدة يتحاوران حول ماهية البطل، في حين أنه يفضل رؤية الشخصيات في أفعال ملموسة. وصف سكارداباني المسلسل الجديد بأنه "قصة جريمة في نيويورك"، مقارنة بالطابع السوداوي للسلسلة الأصلية، واستلهم أسلوبه من أعمال مثل آل سوبرانو (1999–2007)، وفيلم ملك نيويورك (1990)، وأعمال الجريمة في تسعينيات القرن العشرين. بدوره، شبّه ويندرباوم المسلسل بسلسلة صراع العروش (2011–2019) لما يتضمنه من "فصائل متعددة داخل نيويورك تتصارع على النفوذ بطرق معقدة". ومن الفروقات الأخرى بين السلسلتين وتيرة الحلقات، حيث أوضح سكارداباني أن سياسة نتفليكس كانت تفرض وجود مشاهد حوارية طويلة بين المشاهد القتالية، وهو ما لم يكن مطلوبًا في يولد من جديد، مما أتاح للفريق الإبداعي تقديم وتيرة وأفق سردي أوسع. كما أشار دونوفريو إلى أن طابع المسلسل الجديد يقترب من أسلوب مسلسل ديزني+ إيكو (2024)، بينما وصف سكارداباني العمل بأنه أكثر سوداوية من مسلسل ديرديفل الأصلي، الذي اعتبره يحتوي فقط على بعض العناصر القاتمة. تدور أحداث الموسم الأول ضمن عالم مارفل السينمائي بعد أحداث مسلسل إيكو حيث تبدأ الحلقة الأولى في أواخر عام 2025، قبل أن تنتقل القصة إلى أواخر عام 2026، ويستمر الموسم حتى أوائل عام 2027، متضمّنًا مشاهد احتفال بـرأس السنة الميلادية ويوم القديس باتريك.
ورغم استعارة عنوان "يولد من جديد"، فإن المسلسل لا يُقتبس مباشرة من قصة القصص المصورة التي تحمل الاسم نفسه، ولا من الخطط الأصلية للموسم الرابع من مسلسل ديرديفل الأصلي.  تبدأ أحداث المسلسل بكون موردوك قد تخلّى عن هوية "ديرديفل" منذ عام تقريبًا، بعد أن "تجاوز خطًا لا يمكن العودة منه"، حين أقدم بنيامين "ديكس" بويندكستر / بولس آي على قتل فوغي نيلسون، ما دفع موردوك إلى محاولة قتله انتقامًا. ورأت أمانات أن قتل نيلسون، الذي يُعدّ البوصلة الأخلاقية لموردوك، كان "الخيار المنطقي الوحيد" عند سرد قصة تبدأ بترك موردوك لحياته كبطل مقنع. اعتبر كوكس أن موت نيلسون كان افتتاحية ملائمة للعمل، مشيرًا إلى أن القصة الجديدة كانت بحاجة إلى بداية "جريئة وقوية ومزلزِلة" تميّزها عن السلسلة الأصلية. يتضمّن المسلسل صعود ويلسون فيسك إلى منصب عمدة مدينة نيويورك، بعد معرفته بالحاجة إلى مرشح قوي في مشهد ما بعد نهاية مسلسل إيكو. ذكر سكارداباني أن المسلسل يُعدّ سردًا مزدوجًا، حيث يُركّز على كل من موردوك وفيسك. وعلى الرغم من أن فيسك هو "الخصم الرئيسي"، فإن المسلسل يتضمّن خصومًا آخرين يظهرون تدريجيًا على مدار الأحداث، من بينهم القاتل المتسلسل "ذا ميوز"، الذي تمتدّ قصته إلى الموسم الثاني.

## الاصدار
عُرض مسلسل ديرديفل: يُولد من جديد لأول مرة عبر منصة ديزني+ في 4 مارس 2025، حيث صدرت الحلقتان الأوليان معًا. يتكوّن الموسم الأول من تسع حلقات، ويُعد جزءًا من المرحلة الخامسة من عالم مارفل السينمائي (MCU)، ويُعرض تحت علامة "مارفل تيليفجن" التابعة لاستديوهات مارفل.
من المقرر أن يُعرض الموسم الثاني في مارس 2026، ويتكوّن من ثماني حلقات، ليكون ضمن المرحلة السادسة من عالم مارفل السينمائي. أعرب المنتج التنفيذي براد ويندرباوم عن أمله في أن تُعرض المواسم المستقبلية بوتيرة سنوية.

## الاستقبال

### نسبة المشاهدة
حقّق العرض الأول المكوّن من حلقتين لمسلسل ديرديفل: يُولد من جديد 7.5 ملايين مشاهدة على منصة ديزني+ خلال الأيام الخمسة الأولى من إصداره، وفقًا لما أعلنته شركة ديزني؛ حيث تُعرّف الشركة "المشاهدة" على أنها إجمالي وقت المشاهدة مقسومًا على مدة العرض. كان هذا أكبر عرض افتتاحي على ديزني+ لعام 2025 حتى ذلك الوقت، وقُورن بأداء مسلسل أغاثا طوال الوقت من عالم مارفل السينمائي، والذي حقّق 9.3 ملايين مشاهدة خلال أول سبعة أيام من عرضه في عام 2024.

### الاستقبال النقدي
حصل الموسم الأول من المسلسل على تقييم إيجابي بنسبة 87٪ على موقع روتن توميتوز، بمتوسط تقييم بلغ 7.75 من 10، وذلك استنادًا إلى 211 مراجعة. وأشار إجماع نقّاد الموقع إلى أن: «إعادة إحياء ديرديفل بشخصية تشارلي كوكس، مع الحفاظ على نقاط قوته — وعلى رأسها فينسنت دونوفريو كخصمه المخيف — يجعل من يُولد من جديد ملحمة جريمة طموحة، تتسم أحيانًا بعدم الانتظام، وتُعد تحولًا ناضجًا في نبرة عالم مارفل السينمائي» أما موقع ميتاكريتيك، الذي يعتمد متوسطًا مرجّحًا، فقد منح المسلسل تقييمًا قدره 69 من أصل 100 بناءً على مراجعات 30 ناقدًا، مشيرًا إلى "مراجعات إيجابية عمومًا".
وقد أجمعت الآراء النقدية على أن الموسم تجاوز التوقعات، مُشيدة بطبيعة السرد المرتكز على الشخصيات والأداء التمثيلي المتميز، لاسيما من قِبل تشارلي كوكس وفينسنت دونوفريو. ومع ذلك، أعرب بعض النقاد عن ترددهم حول ما إذا كان المسلسل الجديد أفضل أم أقل من المسلسل الأصلي ديرديفل الذي عُرض على نتفليكس، والذي نال بدوره تقييمات أكثر إيجابية على موقع روتن توميتوز.

## عرض تلفزيوني خاص
في فبراير 2025، كُشف عن أن جون بيرنثال سيُعيد تجسيد دوره كفرانك كاسل / المعاقب في عرض تلفزيوني خاص غير معنون، ضمن علامة "العروض الخاصة من استوديوهات مارفل". وكان من المقرر أن يتولى راينالدو ماركوس غرين إخراج العرض والمشاركة في كتابته إلى جانب بيرنثال. أُبتُكرت فكرة العرض أثناء تصوير الموسم الأول من مسلسل يُولد من جديد، ومن المقرر إصداره على منصة ديزني+ في عام 2026، بالتزامن مع عرض الموسم الثاني من المسلسل.

## روابط خارجية
- الموقع الرسمي
 على Marvel.com
- ديرديفيل: يولد من جديد  على قاعدة بيانات الأفلام على الإنترنت (بالإنجليزية).